# 三宮満治
三宮 満治（さんのみや みつじ、1892年（明治25年）6月18日 - 1950年（昭和25年）7月10日）は、大日本帝国陸軍軍人。最終階級は陸軍少将。功四級。旧姓は三宅。

## 経歴
1892年（明治25年）に岩手県で生まれた。陸軍士官学校第28期、陸軍大学校第40期卒業。欧米出張を経て、1937年（昭和12年）に陸軍大学校教官に就任。1938年（昭和13年）に陸軍歩兵大佐に進級、第2野戦鉄道司令部参謀長に転じ、日中戦争に出動。1939年（昭和14年）に歩兵第27連隊長、1940年（昭和15年）に第1師団参謀長を歴任。
1941年（昭和16年）に陸軍少将に進級し、1942年（昭和17年）に第1鉄道輸送司令官に転じる。1943年（昭和18年）に豊予要塞司令官を経て、1944年（昭和19年）に歩兵第85旅団長に就任し、中国戦線に復帰。京漢線占領地区の警備に当たり、老河口作戦に参加した。1945年（昭和20年）9月13日に北支那特別警備隊司令官に就任した。
1947年（昭和22年）11月28日、公職追放仮指定を受けた。